# 桜田精一
桜田 精一（さくらだ せいいち、1910年4月16日 - 1999年11月17日）は、日本の洋画家。日展参与。画家・桜田久美の実父であり、優れた門下生を輩出した洋画壇の巨匠である。

## 略歴

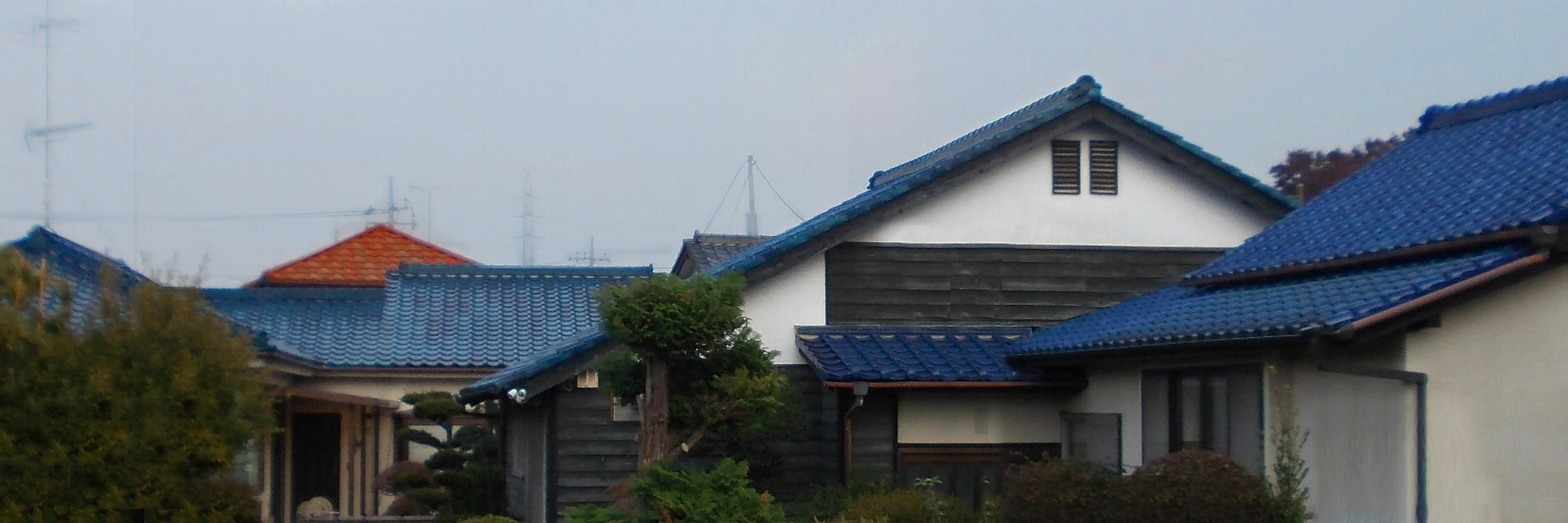
桜田精一・久美美術館　鳩聚苑ギャラリー

1987年10月刊行の「桜田精一画集」より経歴を抜粋し記載する。
- 1910年 熊本県上益城郡津森村（現益城町）に生まれる[3]。
- 1933年 日本美術学校洋画科を卒業。
- 1933年 38年まで朝鮮にて教壇に立つ。
- 1933年 朝鮮美術展覧会にて「早春の博物館」が特選・昌徳久宮賜賞を受章する。
- 1934年 朝鮮にて、長女・久美生まれる（洋画家桜田久美参照）。
- 1939年 帰国し上京する。
- 1940年 日本美術学校講師に就任。
- 1947年 光風会展にて「竹林」が光風特賞となる。
- 1949年 千葉県美術会を創設に参加。
- 1957年 58年まで約1年間渡欧する。
- 1965年 日展審査員（72年、78年、84年、87年、92年）に就任。
- 1974年 十柯会同人。
- 1976年 千葉県教育文化功労賞受賞。
- 1978年 日展出品作品「朝」が文化庁買い上げとなる。
- 1980年 日展評議員となる。
- 1982年 野田市文化功労表彰を受ける。
- 1986年 個人美術館《鳩聚苑》を建設する。
- 1987年 小山敬三美術賞を受賞する。
- 1987年 日展参与に就任。
- 1987年 「櫻田精一画集」を刊行する。
- 1991年 地域文化功労者文部大臣表彰を受ける。
- 1992年 勲四等瑞宝章を受章する。
- 1994年 紺綬褒章を受章する。
- 1999年 千葉県野田市で永眠。
- 2001年 熊本県立美術館にて「櫻田精一展」を開催。
- 2009年 千葉県立美術館にて櫻田精一展「生誕100年－響きあう光・水・風を描く－」を開催。